# Раштановка
Раштановка — деревня в Павловском районе Ульяновской области. Входит в состав Холстовского сельского поселения.

## География
Находится на расстоянии примерно 17 километров по прямой на север-северо-восток от районного центра поселка Павловка.

## История
Основана после 1782 года отставным генералом Дуровым, перевезшим сюда крестьян мордовской национальности. 
В списке населённых мест Российской империи, по сведениям за 1862 год, деревня Раштановка Хвалынского уезда Саратовской губернии, расположенная вдоль реки Ломовка,по правую сторону тракта из города Хвалынска в сторону второго стана и в Кузнецкий уезд, на расстоянии 50 вёрст от уездного города. В населённом пункте насчитывалось 77 дворов, проживали: 289 мужчин и 269 женщин.
К 1914 году в селе было 207 дворов и 1464 жителя. 
В советское время работал колхоз «Знамя коммунизма». Разводили крупный рогатый скот, овец племенной породы. Было налажено производство молока, шерсти и мяса. Также возделывали целинные земли полей,выращивали различные культуры. 
Были открыты начальная школа , позднее построили новое здание начальной школы в котором располагались сельская библиотека и медпункт. Была установлена водонапорная башня Рожновского и в селе Раштановка было более пятнадцати колонок с чистейшей артезианской водой. 
Огромный вклад в развитие инфраструктуры села Раштановка внёс председатель колхоза  ,,Знамя коммунизма" Ризаев Александр Ильич. Благодаря ему в селе Раштановка появился мост на въезде в село Раштановка.  Было налажено производство сельскохозяйственной продукции, было водоснабжение,школа работала и были библиотека и медпункт.

## Население
Население составляло 244 человека в 2002 году (мордва 87%), 233 по переписи 2010 года.